# Frau ohne Moral?
Frau ohne Moral? ist ein US-amerikanisches Kriminaldrama aus dem Jahr 1947 von Robert Stevenson mit Hedy Lamarr und Dennis O’Keefe in den Hauptrollen. Der Film noir wurde von Hunt Strombergs Mars Film Corporation produziert und von United Artists in den Verleih gebracht. Er basiert auf dem Theaterstück Dishonored Lady von Edward Sheldon und Margaret Ayer Barnes.

## Handlung
Die attraktive Madeleine Damien ist Kunstredakteurin des New Yorker Magazins „Boulevard“. Auf Grund einer Reihe liebloser Affären und chronischer Schlaflosigkeit leidet sie an Depressionen. Sie versucht Selbstmord zu begehen und baut vor dem Haus des Psychiaters Dr. Caleb einen Autounfall. Der Psychiater rät ihr, sich Hilfe zu suchen. Zurzeit ist Madeleine mit einem Mann namens Freddie Fancher zusammen, während sie gleichzeitig die Zuneigung ihres Chefs Victor Kranish erwirbt. Der reiche Verehrer Felix Courtland macht Madeleine aggressiv den Hof. Am Abend ihres ersten Treffens schlafen sie miteinander. Ihr Assistent Jack Garet, mit dem sie einst liiert war, beschuldigt sie, Männer auszunutzen, und versucht, sie zu erpressen. Sie kündigt ihren Job und steigt aus der New Yorker Gesellschaft aus.

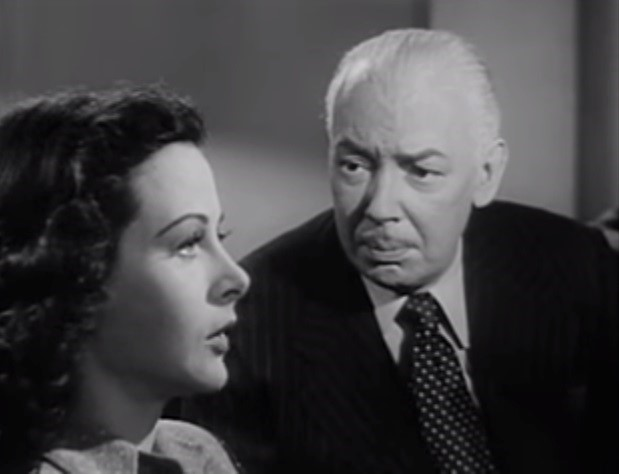
Szenenfoto mit Hedy Lamarr und Nicholas Joy

Madeleine lebt nun unter falschem Namen in einem Apartmenthaus, wird Malerin und Einsiedlerin. Courtland erfährt unterdessen von Caleb, dass Madeleine „dabei ist, eine neue Seele zu entwickeln“. Madeleine lernt bald ihren Nachbarn David Cousins kennen, einen Pathologen, der sich in sie verliebt, ohne etwas von ihrer schwierigen Vergangenheit zu wissen. Als sie an dem Abend, an dem David ihr einen Heiratsantrag macht, nach Hause kommt, findet sie Courtland in ihrem Apartment vor. Der nimmt an, dass sie ihn immer noch will, und küsst sie, was sie verwirrt. Während David nicht in der Stadt ist, trifft Madeleine Ethel Royce, eine ehemalige Kollegin, im Stork Club, um ihr bei einem Artikel zu helfen, und betrinkt sich. Garet, der von der Zeitschrift gefeuert wurde und inzwischen Courtlands persönlicher Sekretär ist, sieht Madeleine im Restaurant und ruft Courtland an, der ihn beschuldigt, einen Edelstein aus seinem Tresor zu Hause gestohlen zu haben. Courtland kommt und nimmt Madeleine mit in seine Villa, um sie zu überzeugen, zu ihm zurückzukehren. Er will sie küssen, wird aber unterbrochen, als es an der Tür klingelt. Ohne zu wissen, dass Garet angekommen ist, schleicht sich Madeleine hinaus und geht nach Hause.
Zwischen Garet und Courtland kommt es zum Streit, in dessen Verlauf Garet seinen Chef durch einen Schlag mit einem Tischfeuerzeug tötet. Madeleine gerät unter Mordverdacht und wird verhaftet. Als sich David von ihr abwendet, weigert sie sich, sich vor Gericht zu verteidigen. Auf Calebs Rat hin bezeugt David, dass er Madeleine immer noch liebt, woraufhin sie aussagt, dass an dem Abend des Mordes Courtlands Besuch bekommen habe. Während er Courtlands Haus nach seinem Wandsafe durchsucht, erkennt David, dass der Eindringling Garet war, und stellt ihn zur Rede. Als Garet eine Waffe auf ihn richtet, entwaffnet David ihn. Madeleine wird freigesprochen und will sich zurückziehen, wird aber von David aufgehalten.

## Hintergrund
Gedreht wurde der Film von Ende Mai bis Anfang Juli 1946 in den Goldwyn-Studios in Hollywood.
Das dem Drehbuch zu Grunde liegende Theaterstück wurde von einem tatsächlichen Mordfall aus dem Jahr 1857 inspiriert, in den eine 21-jährige Frau aus Glasgow namens Madeleine Smith verwickelt war, die beschuldigt wurde, ihren Geliebten Pierre Emile L’Angelier vergiftet zu haben, und freigesprochen wurde. Der MGM-Film Letty Lynton aus dem Jahr 1932 war ursprünglich als Adaption des Sheldon-Barnes-Stücks geplant. Auf Grund von Komplikationen mit dem Hays Office war die anerkannte Vorlage des Films der Roman Letty Lynton von Marie Adelaide Belloc Lowndes aus dem Jahr 1931, der ebenfalls vom Smith-Prozess inspiriert war. Hunt Stromberg produzierte auch den Film von 1932. Ebenfalls auf dem Smith-Prozess basierte der britische Film Madeleine aus dem Jahr 1949 von David Lean.
Pläne für eine unabhängige Produktion des Films wurden erstmals Mitte 1942 angekündigt. Im Juli 1942 äußerten Greta Garbo und Bette Davis Interesse an den Hauptrollen. Hunt Stromberg gab im März 1944 bekannt, dass die Produktion des Films Mitte Mai 1944 beginnen würde. Zu dieser Zeit sollte André De Toth Regie führen, der Berichten zufolge an einem Drehbuchentwurf arbeitete. Pedro Armendáriz und Betty Caldwell wurden im Juli 1944 als Darsteller angekündigt, traten jedoch nicht im fertigen Film auf. Am 14. März 1944 wurde berichtet, dass Hedy Lamarr eine Geschichte von Paul Schiller mit dem Titel „Madeleine“ gekauft hatte. Es ist nicht bekannt, ob Teile von Schillers Geschichte für den Film verwendet wurden.
Obwohl Stromberg beabsichtigte, spätestens im Januar 1945 mit den Dreharbeiten zu beginnen, verzögerten Probleme mit dem Hays Office die Produktion bis Mai 1946. Laut einem Memo von Joseph Breen, dem Leiter der Zensurbehörde, an Stromberg, reichte Drehbuchautor Ben Hecht einen frühen Entwurf des Drehbuchs ein, den das Hays Office für inakzeptabel hielt, weil er „eine kritische Auseinandersetzung mit einer Nymphomanin“ enthielt. Laut einem weiteren Memo vom 28. Juli 1944 war die Protagonistin im Originaldrehbuch, in Breens Worten, „ein Mädchen mit grobem, lockerem Sexualverhalten“, das in New York und in Mexiko-Stadt Liebesaffären mit einer Tänzerin hatte und sich später in einen Soldaten verliebte. Die Geschichte wurde geändert, um Breens Bitte nachzukommen, dass eine Stimme in der Geschichte das unmoralische Leben der Protagonistin verurteilt. Anfang Juni 1945 legte Stromberg Breen eine überarbeitete Fassung vor, die den vorsätzlichen Mord entfernte und Madeleine am Ende des Films nicht triumphierend erscheinen ließ. Die Fassung lautet: „Madeleine“ bricht ihre Beziehung zu „Moreno“, der mexikanischen Tänzerin, die aus dem Drehbuch gestrichen und zur Figur „Courtland“ weiterentwickelt wurde, ab, aber er überwältigt sie, und es kommt zu einer Nacht schmutziger Leidenschaft zwischen ihnen. Später wacht sie erniedrigt auf, und nachdem Courtland ihre Liebe zu David herabwürdigt, erschießt sie ihn – oder glaubt zumindest, es zu tun – und geht benommen nach Hause. Später gesteht sie dem Richter alles, ohne Rücksicht auf ihre Selbsterhaltung, aber ihr Vater ermittelt und stellt fest, dass sie unschuldig ist. Sie plant, David zu heiraten, „aber als der Moment kommt, in dem sie sich an diesen Entschluss halten muss, kann sie ihn nicht durchziehen.“
Das Hays Office reagierte auf die neue Bearbeitung mit dem Hinweis, dass zwei Affären, eine in Mexiko und eine in New York, den Film „überladen“ könnten, und beanstandete auch die „Nacht schmutziger Leidenschaft“. In einem Memo vom 25. April 1946 von Breen an Stromberg hieß es, dass das Drehbuch trotz Überarbeitungen wegen des unnötigen Sex und der Hinweise auf Madeleines unappetitliche Familiengeheimnisse inakzeptabel sei. In der veröffentlichten Version der Geschichte wurden Hinweise auf Madeleines Eltern vollständig weggelassen. Die Figur Moreno und die Affäre in Mexiko-Stadt wurden vollständig gestrichen, und die „Nacht schmutziger Leidenschaft“ wurde nicht gezeigt. Alle Andeutungen, dass Madeleine eine Mörderin war oder auch nur einen Mord in Erwägung gezogen hatte, wurden ebenfalls aus dem Film entfernt. In einer letzten Studiozusammenfassung geht Madeleine auf eine Reise in der Hoffnung, dass die Zeit kommen wird, in der David und sie zusammen sein können. Das Wiedersehen am Ende des Films wurde später hinzugefügt. Ben Hecht verzichtete daher auf alle Nennungen.
Robert Priestley war für die Innenausstattung zuständig. Verantwortliche Toningenieure waren John R. Carter und Joseph I. Kane. James E. Newcom leitete die Schnitt-Abteilung.

## Synchronisation
Die deutsche Synchronfassung entstand 1955 unter der Dialogregie von Richard von Schenk.
| Rolle                | Schauspieler       | Deutscher Synchronsprecher |
| -------------------- | ------------------ | -------------------------- |
| Madeleine Damien     | Hedy Lamarr        | Ursula Traun               |
| Dr. David Cousins    | Dennis O’Keefe     | Robert Freitag             |
| Felix Courtland      | John Loder         | John Pauls-Harding         |
| Ethel Royce          | Natalie Schafer    | Mady Rahl                  |
| Staatsanwalt O’Brien | Douglass Dumbrille | Wolf Ackva                 |

## Veröffentlichung
Die Premiere des Films fand am 16. Mai 1947 statt. In Österreich kam er 1948 in die Kinos, in der Bundesrepublik Deutschland am 29. April 1955.

## Kritiken
Der Filmkritiken-Aggregator Rotten Tomatoes hat in einer Auswertung von über 250 User-Kritiken ein Publikumsergebnis von 34 Prozent positiver Bewertungen ermittelt.
Bosley Crowther von der The New York Times beschrieb den Film als die Geschichte einer schönen Frau, der es egal sei, was um sie herum passiere. Und nach einiger Zeit sei man als Zuschauer in der gleichen geistigen Verfassung. Das liege nicht daran, dass die Frau ein wenig eine neurotische Langweilerin sei. Vielmehr strapaziere die altmodische Theatralik die Geduld des Publikums.
Der Kritiker des TV Guide sah das Hauptproblem in Stevensons fast nicht vorhandene Regie. Man habe den deutlichen Eindruck, dass Lamarr tat, was sie wollte, und sich weigerte, auf die Kommentare anderer zu ihrer schauspielerischen Leistung zu hören.
Das Lexikon des internationalen Films schrieb: „Nur scheinbar psychologisch tiefschürfender, theatralischer Kriminalfilm.“